# Le mauvais riche
Le mauvais riche è un cortometraggio del 1902 diretto da Ferdinand Zecca.